# 마세다린
주식회사 마세다린(영어: Masedarin)은 대한민국 경기도 광주시 오포로 141-5에 본사를 둔 프렌차이즈 운영업이고, 가마로강정을 운영하고 있다.

## 연혁
- 2003년 8월 25일: 회사 설립[2]